# Су-33
Су-33 (по класификация на НАТО: „Flanker-D“) е едноместен, многоцелеви изтребител на ВМС на Руската Федерация, като основно е предназначен да оперира от самолетоносачи. Изтребителят е разработен от руската компания ОКБ Сухой от конструктора Михаил Петрович Симонов и може да изпълнява задачи във всякакви метеорологични условия. Су-33 е създаден на базата на Су-27 Flanker и първоначално е бил познат като Су-27К.

## Конструкция
Су-33 е създаден на базата на Су-27, но притежава серия от различия от Су-27, съобразени с местоназначението му които са:
- повишаване якостта на крилата при излитане и кацане
- увеличение на товароподемността с цел по-плавно кацане/излитане на самолета при неупешно кацане на палубата на самолетоносача
- подсилване на шасито за високите натоварвания при излитане и кацане и интегриране на спирачна кука в опашната част
- интегриране на система за дозареждане във въздуха с цел удължаване боевия радиус на самолета
- интегриране на пилотажно-навигационно оборудване в помощ на пилота при кацане на кораба
- обезпечаване на постоянна връзка с кораба
- увеличение на точките за боеприпаси с цел увеличаване на боевия потенциал на самолета при едно излитане
- сгъваеми крила и по-къси вертикални крила с цел компактност
- интегриране на конструктивни промени намаляващи корозионния процес с цел по-дълга служба на самолета в открито море
- възможност за ефективно опериране по плавателни съдове

## Характеристики

### Технически характеристики
- Екипаж: 1 човек
- Дължина: 21,185 м
- Размах на крилото: 14,7 м
  - със събрано крило: 7,40 м
  - с ракети на края на крилото: 14,948 м
- Височина: 5,72 м
- Маса празен: 19600 кг
- Маса пълен: 20440 кг
- Нормална маса при излитане:
  - с частично пълен резервоар: 26000 кг
  - с пълен резервоар: 29940 кг
- Максимална маса при излитане: 33000 кг
- Маса на горивото: 9500 кг
- Обем на резервоара: 12100 л
- Нормална маса при кацане: 22400 кг
- Максимална маса при кацане: 26000 кг
- Двигател:
  - тип на двигателя: газоторбинен, двуконтурен, турбореактивен двигател с форсажна камера
  - модел: „АЛ-31Ф|АЛ-31Ф серия 3“
  - Тяга:
    - максимална: 2 × 7670 кгс (74,5 кН)
    - на форсаж: 2 × 12500 кгс (122,6 кН)
    - извънреден режим: 2 × 12800 кгс (125,5 кН)

  - маса на двигателя: 1520 кг

### Летателни характеристики
- Максимална скорост:
  - на височина: 2300 км/ч (2,17 Число Мах)
  - близо до земята: 1300 км/ч (1,09 Мах)
- Скорост при кацане: 235—250 км/ч
- Далечина на полета:
  - близо до земята: 1000 км
  - на височина: 3000 км
- Таван на полета: 17000 м
- Дължина на пробега: 105 м (с трамплин)
- Дължина на пробега: 90 м (с пневматичен теглич)

### Въоръжение
- Картечница: 1 × 30 мм ГШ-30-1 (150 снаряда)
- Боево натоварване:
  - максимум: 6500 кг
  - вариант abbr|В-В|въздух-въздух|0: 3200 кг (8 × Р-27 (авиационна ракета)|Р-27Э или 6 × Р-73)
- Точки за окачване: 12
  - УРВВ:
    - 4-6 × Р-73
    - 6-8 × Р-27 (авиационна ракета)|Р-27Р/ЭР
    - 2 × Р-27 (авиационна ракета)|Р-27Т/ЭТ

  - Неуправляеми ракети
    - 80 (4 × 20) × 80 мм С-8|С-8КОМ/C8|С-8БМ на блокове Б-8М1 или
    - 20 (4 × 5) × 122 мм С-13 (НАР)|С-13Т на блокове Б-13Л или
    - 4 × 266 мм С-25 (НАР)|С-25-ОФМ-ПУ

  - Авиационна бомба: свободнопадащи бомби и бомбени касети
    - 8 × 500 кг (ФАБ-500, РБК-500, ЗБ-500) или
    - 28 × 250 кг (ФАБ-250, РБК-250 и т.д.) или
    - 32 × 100 кг

## Модификации
- Су-33КУБ

## Оператори
- Русия
  - ВМС-24